# Joseph-Léonide Perron
Pour les articles homonymes, voir Perron.
Joseph-Léonide Perron C.R. (24 septembre 1872 à Saint-Marc-sur-Richelieu, Canada - 20 novembre 1930 à Montréal, Canada) est un avocat et un homme politique québécois.

## Biographie

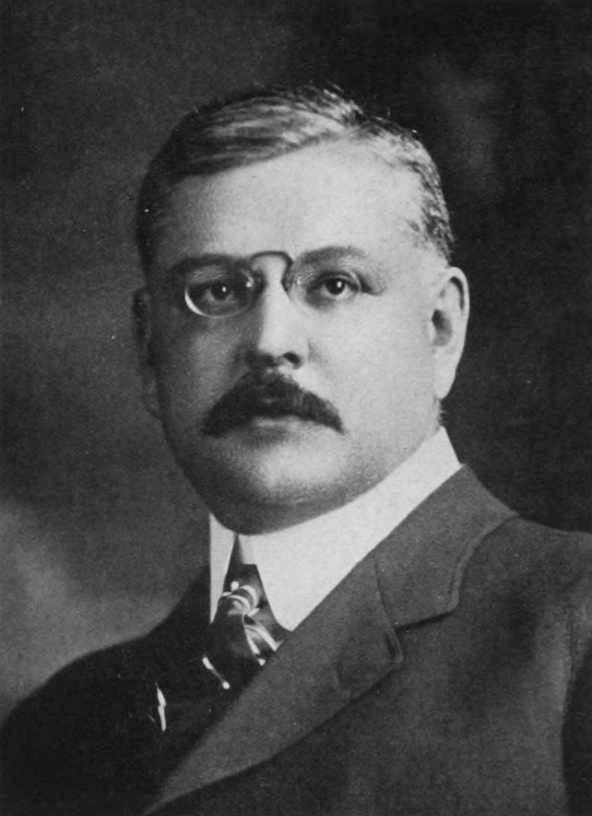
Joseph-Léonide Perron, ca. 1900.

Après des études en droit à l'Université de Montréal, il est admis au Barreau en 1895. Après avoir travaillé comme avocat pendant quelques années, il est élu député pour le Parti libéral dans la circonscription de Gaspé, en 1910. Quelques mois plus tard, il devient le premier maire de Beaconsfield lors de l'incorporation de la ville, le 4 juin 1910. Lors des élections provinciales suivantes, il se présente dans Verchères et remporte le siège. Il sera député du 15 mai 1912 au 13 avril 1916), jusqu'à sa nomination comme conseiller législatif de Montarville, le 13 avril 1916.
Avocat de grandes entreprises transigeant avec le gouvernement du Québec, il siège au conseil d'administration de plusieurs d'entre elles, dont la Canada Cement, la Compagnie des Tramways de Montréal, la Beauharnois Light, Heat and Power et la Shawinigan Water and Power. Tout en conservant ces fonctions, en 1920, il fera son entrée au cabinet du nouveau premier ministre d'alors, Louis-Alexandre Taschereau, en tant que ministre sans porte-feuille. Il sera ensuite ministre de la Voirie, du 27 septembre 1921 au 24 avril 1929. Il sera le principal responsable de la construction d'un important réseau routier, cherchant à s'adapter à la réalité de l'automobile et de l'urbanisation. Entre-temps, il sera également le bâtonnier du Québec de 1922 à 1923.
Perron quitte le conseil législatif pour redevenir comme député, lors d'une élection partielle, le du 16 novembre 1929. À la suite de cette élection, il deviendra ministre de l'Agriculture (du 24 avril 1929 au 20 novembre 1930).
Peu de temps après sa mort, pour souligner sa mémoire, on baptisa la route ceinturant la péninsule gaspésienne le Boulevard Perron.

## Centennial House
En 1906, Joseph-Léonide Perron se fait construire un résidence d'été à Beaconsfield sur les rives du Lac Saint-Louis. Il y élève des chevaux de race et cultive un vignoble. Endommagée par un incendie en 1940, la maison est reconstruite presque à l'identique l'année suivante. Elle devient la propriété de la ville de Beaconsfield en 1965 qui y installe des bureaux administratifs jusqu'en 1968. Convertie en centre culturel, la maison est renommée Centennial House à l'occasion du centenaire du Canada en 1967.

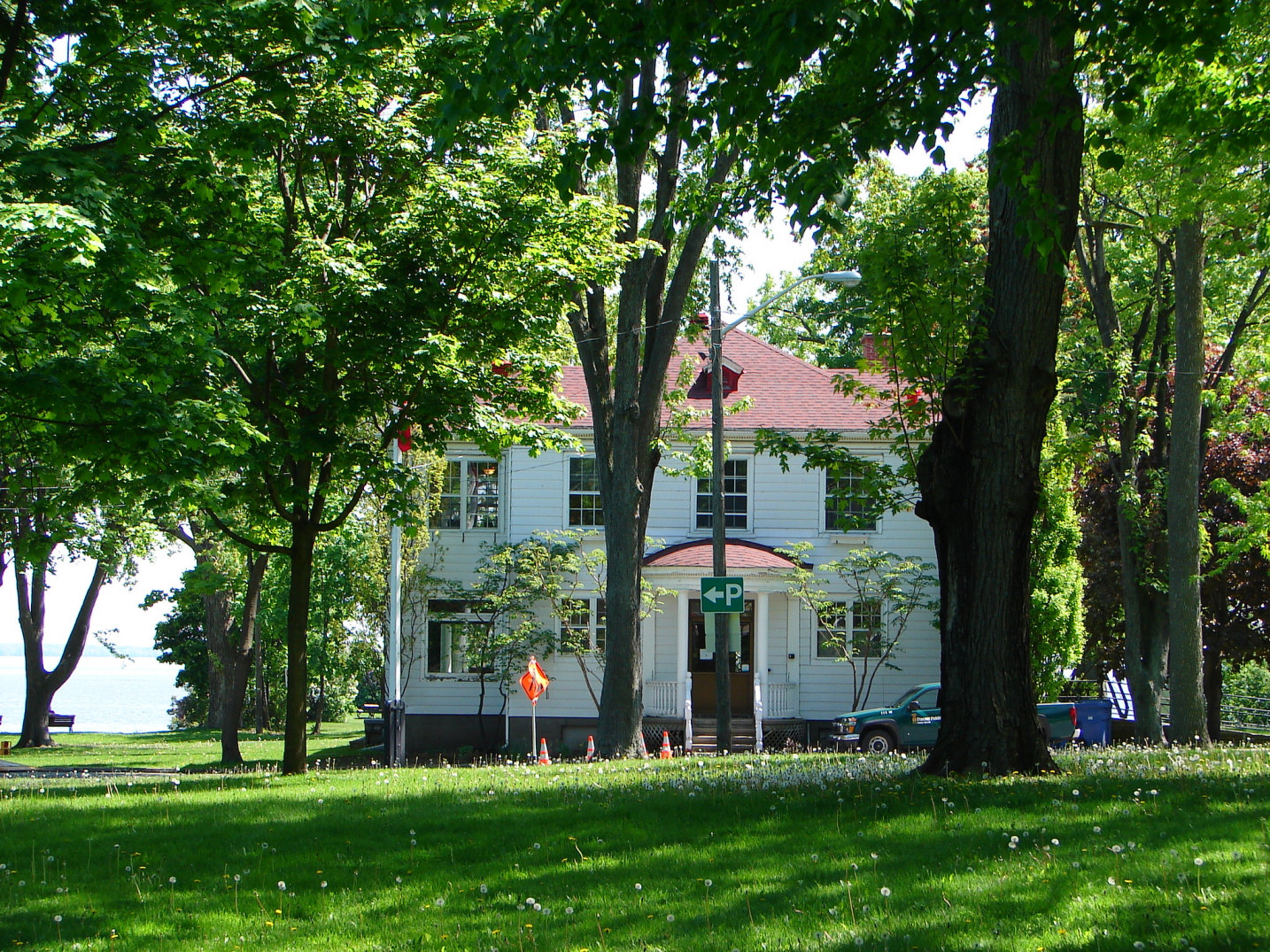
Façade avant.
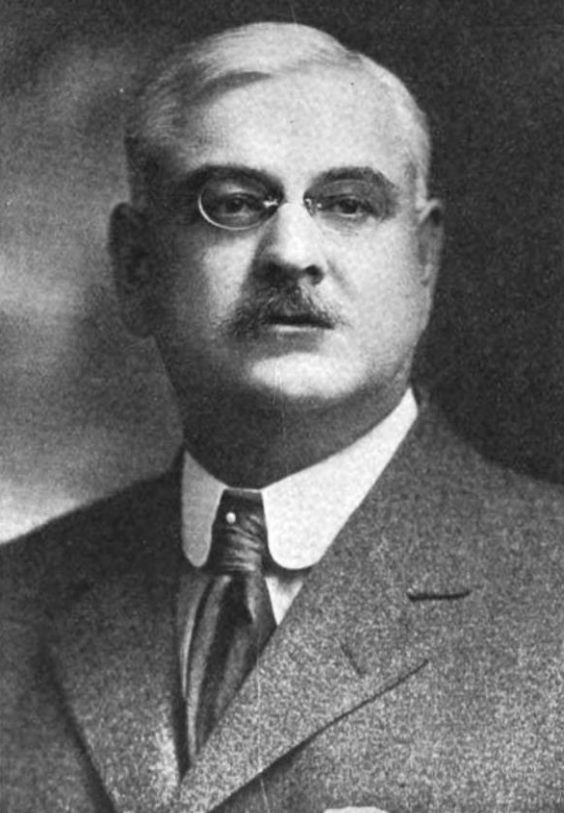
Joseph-Léonide Perron, vers 1927.
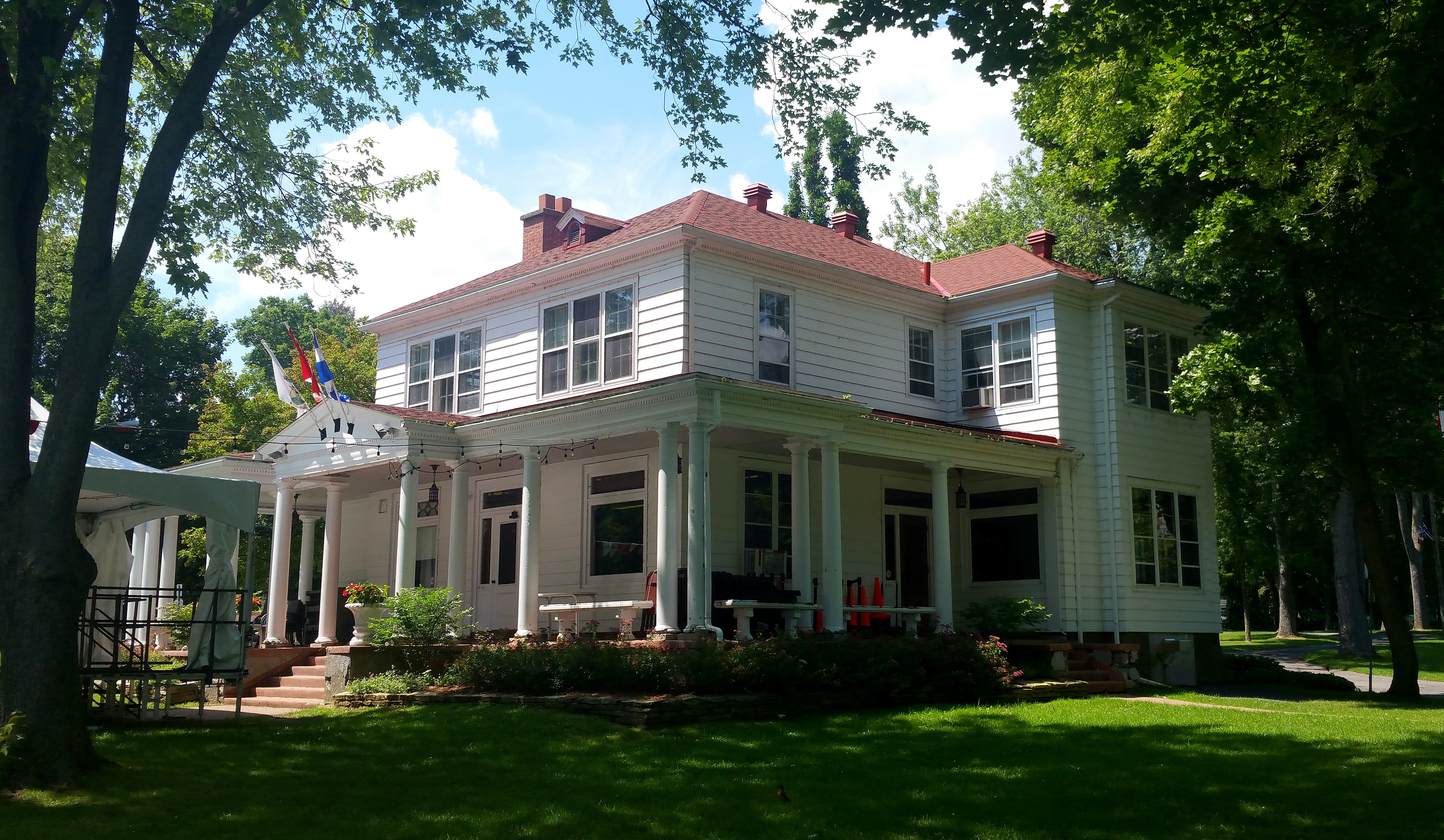
Arrière de la maison.

## Distinctions
- Commandeur d'office de l'Ordre national du mérite agricole (1929)